# انزآب سفلی
انزآب سفلی روستایی است که در استان اردبیل، شهرستان نمین، بخش مرکزی، دهستان دولت‌آباد قرار دارد.

## جمعیت
بر اساس سرشماری سال۱۳۹۵ جمعیت این روستا ۱۶۵۰ نفر با ۳۵۰ خانوار بوده‌است.